# Gare de Mimasaka-Doi
La gare de Mimasaka-Doi (美作土居駅, Mimasaka-Doi-eki) est une gare ferroviaire japonaise de la ligne Kishin. Elle est située sur le territoire de la ville de Mimasaka, dans la préfecture d'Okayama.
C'est une gare voyageurs de la compagnie West Japan Railway Company (JR West), sur la ligne Kishin.

## Situation ferroviaire
Établie à 146 mètres d'altitude, la gare de Mimasaka-Doi est située au point kilométrique (PK) 57,6 de la ligne Kishin, entre les gares de Kōzuki et de Mimasaka-Emi.

## Histoire
La gare de Mimasaka-Doi est mise en service le 8 avril 1936.

## Service des voyageurs

### Accueil
C'est une gare de la JR West, elle dispose d'un bâtiment voyageurs avec un guichet et d'un quai.

### Desserte
Elle est desservie par des trains qui circulent sur la ligne Kishin.

### Intermodalité
Le stationnement des véhicules est possible à proximité.

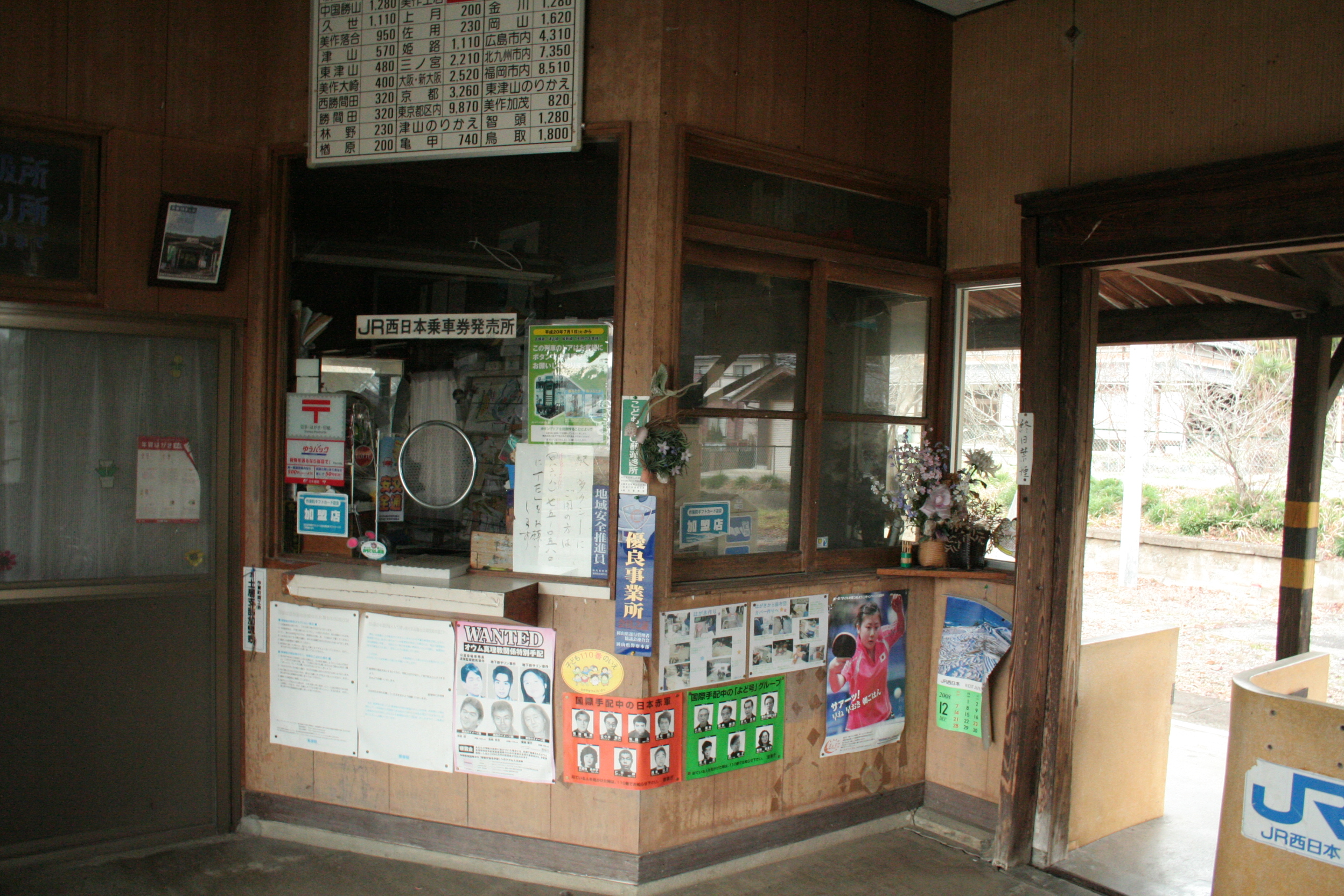
Guichet (2008).
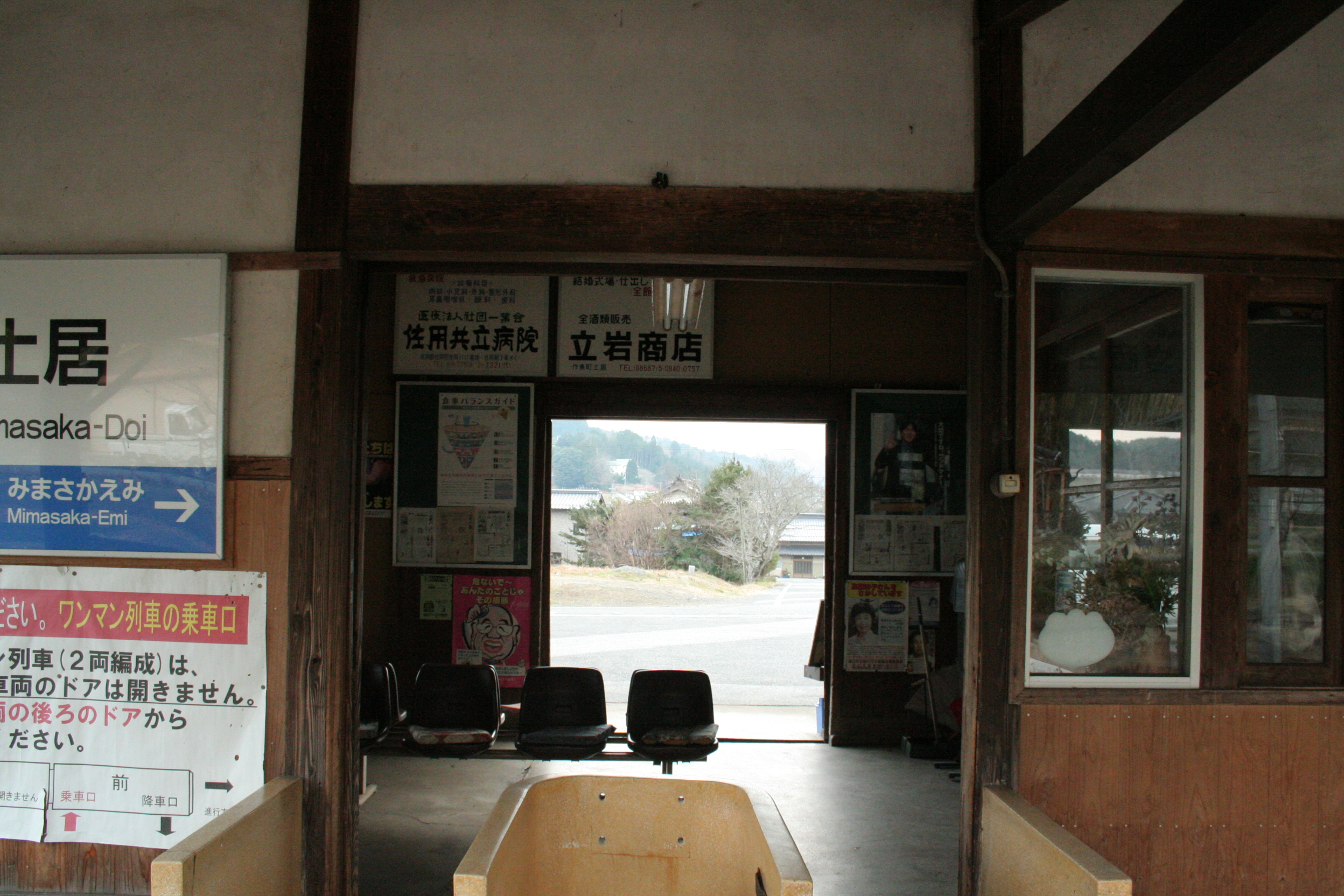
Salle d'attente (2008).
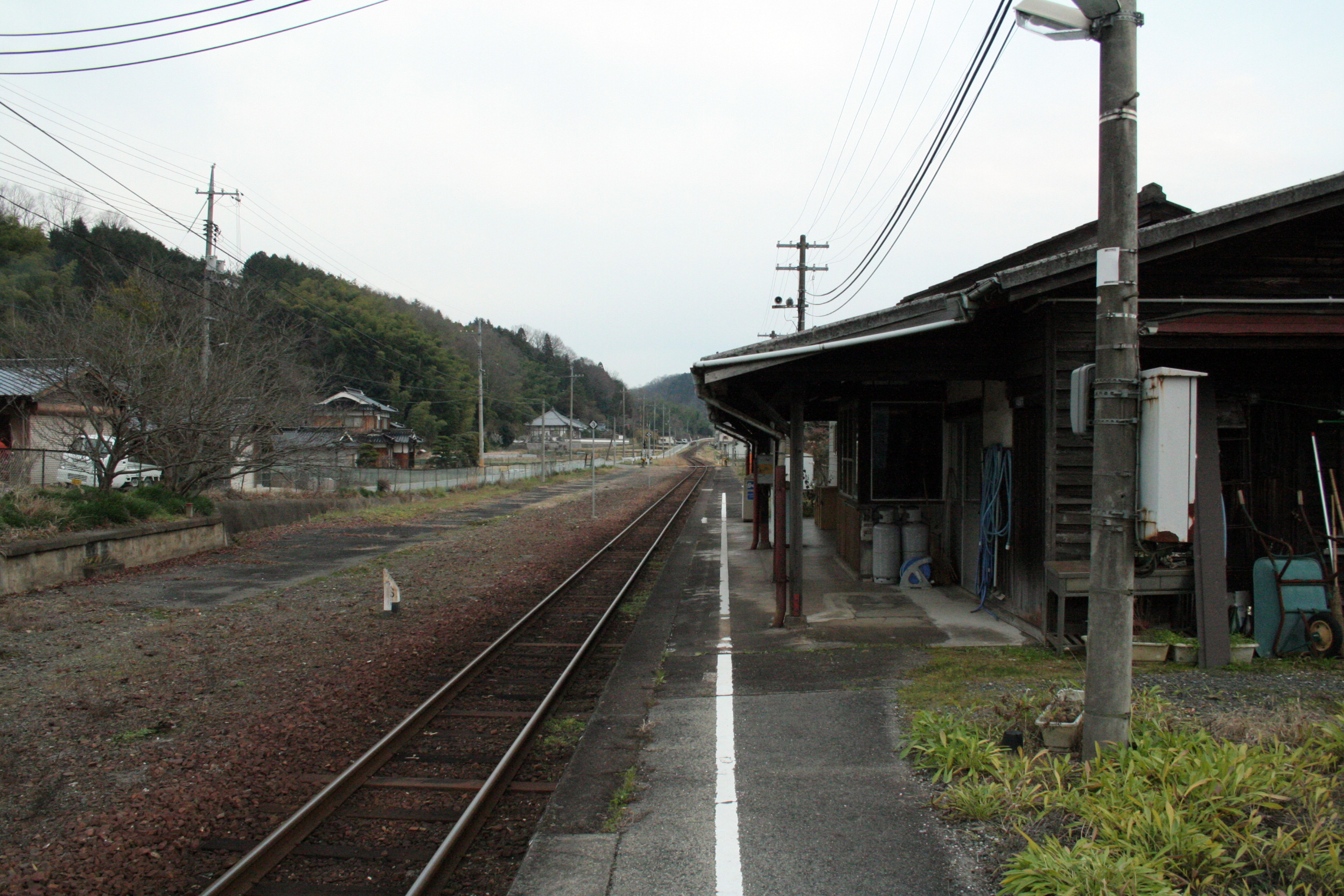
Quai, voie et bâtiment (2008).